# Struhadlo (Bezděkov)
Struhadlo je vesnice, část obce Bezděkov v okrese Klatovy v Plzeňském kraji. Nachází se asi čtyři kilometry západně od Bezděkova. Je zde evidováno 55 adres. V roce 2011 zde trvale žilo 52 obyvatel.
Struhadlo je také název katastrálního území o rozloze 2,8 km².

## Historie
První písemná zmínka o vesnici pochází z roku 1331.

## Obyvatelstvo
| Rok            | 1869 | 1880 | 1890 | 1900 | 1910 | 1921 | 1930 | 1950 | 1961 | 1970 | 1980 | 1991 | 2001 | 2011 | 2021 |
| -------------- | ---- | ---- | ---- | ---- | ---- | ---- | ---- | ---- | ---- | ---- | ---- | ---- | ---- | ---- | ---- |
| Počet obyvatel | 154  | 158  | 140  | 124  | 146  | 149  | 115  | 89   | 78   | 56   | 47   | 37   | 33   | 52   | 36   |
| Počet domů     | 23   | 23   | 23   | 23   | 21   | 21   | 21   | 22   | 21   | 17   | 11   | 19   | 21   | 27   | 19   |

## Obecní správa
Při sčítání lidu v letech 1850–1962 Struhadlo bylo samostatnou obcí v okrese Klatovy. Od roku 1963 je částí obce Bezděkov v okrese Klatovy.

## Fotogalerie

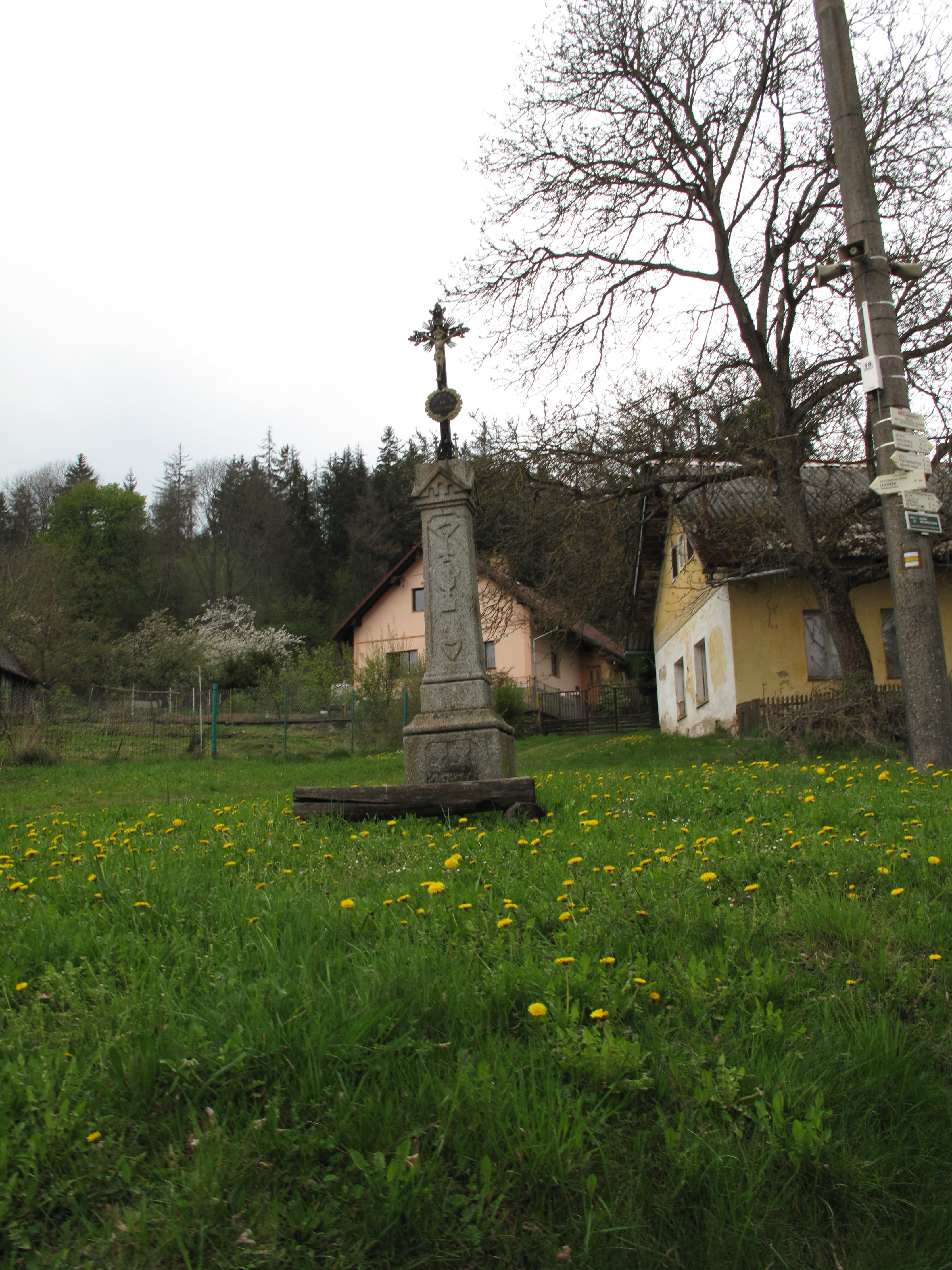
Boží muka
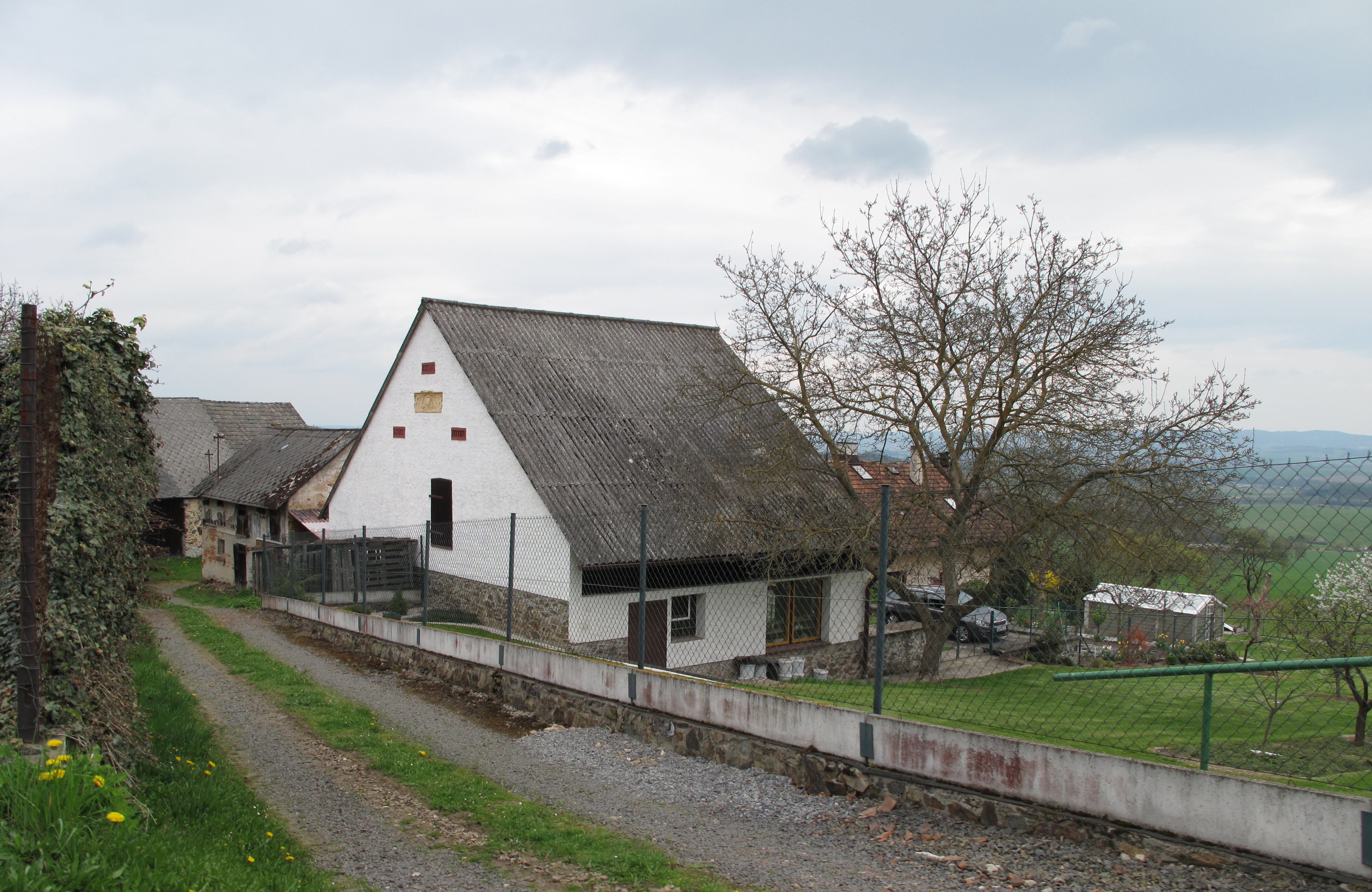
Místní dům
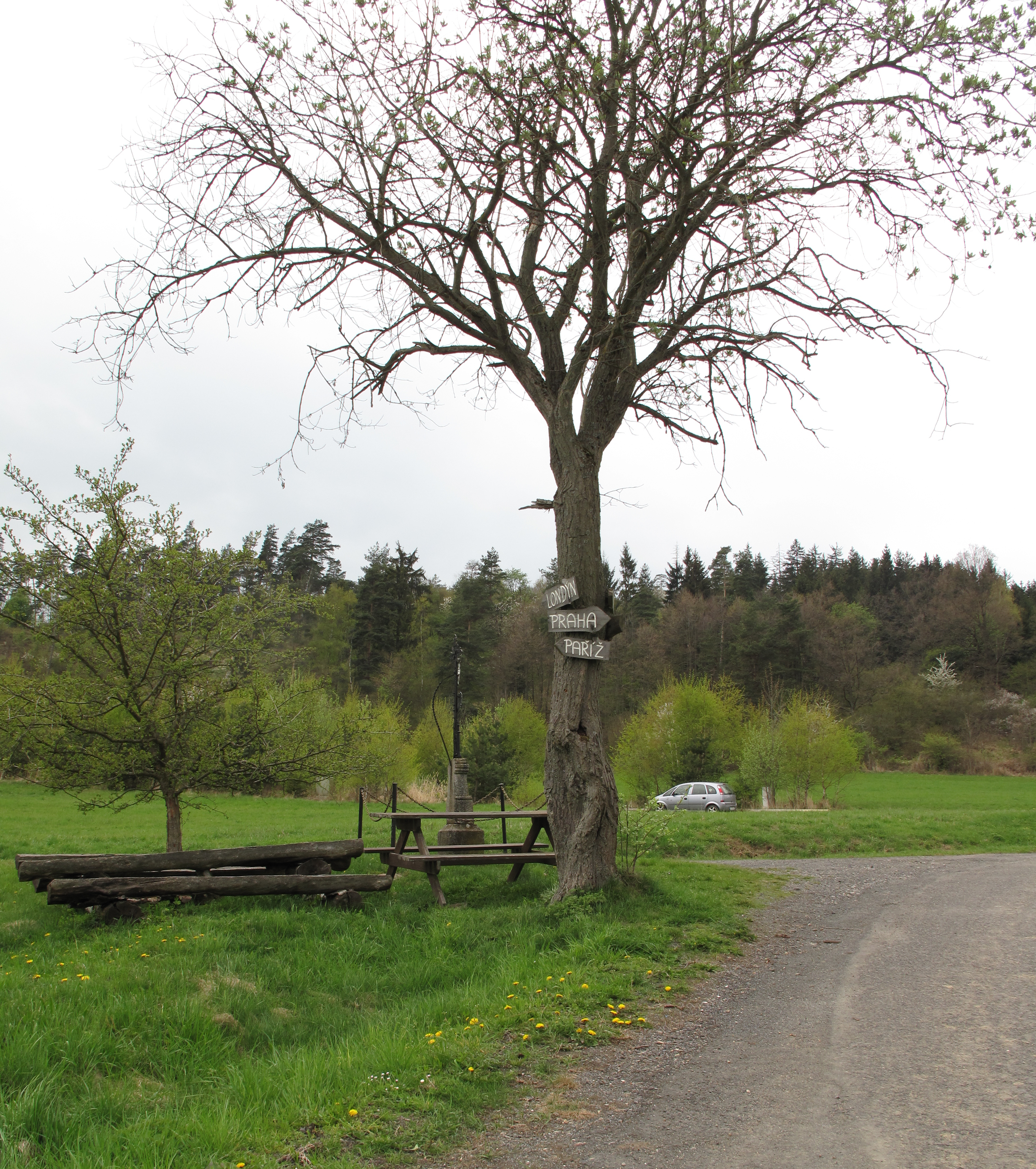
Rozcestí